# تختچنار
تختچنار، روستایی روستایی از توابع بخش جاجرود شهرستان پردیس واقع در استان تهران ایران است.

## جمعیت
این روستا در دهستان سعیدآباد از توابع بخش جاجرود قرار دارد و براساس سرشماری مرکز آمار ایران در سال ۱۳۸۵، جمعیت آن ۱۰۲ نفر (۳۴خانوار) بوده‌است.